# Богд (Уверхангай)

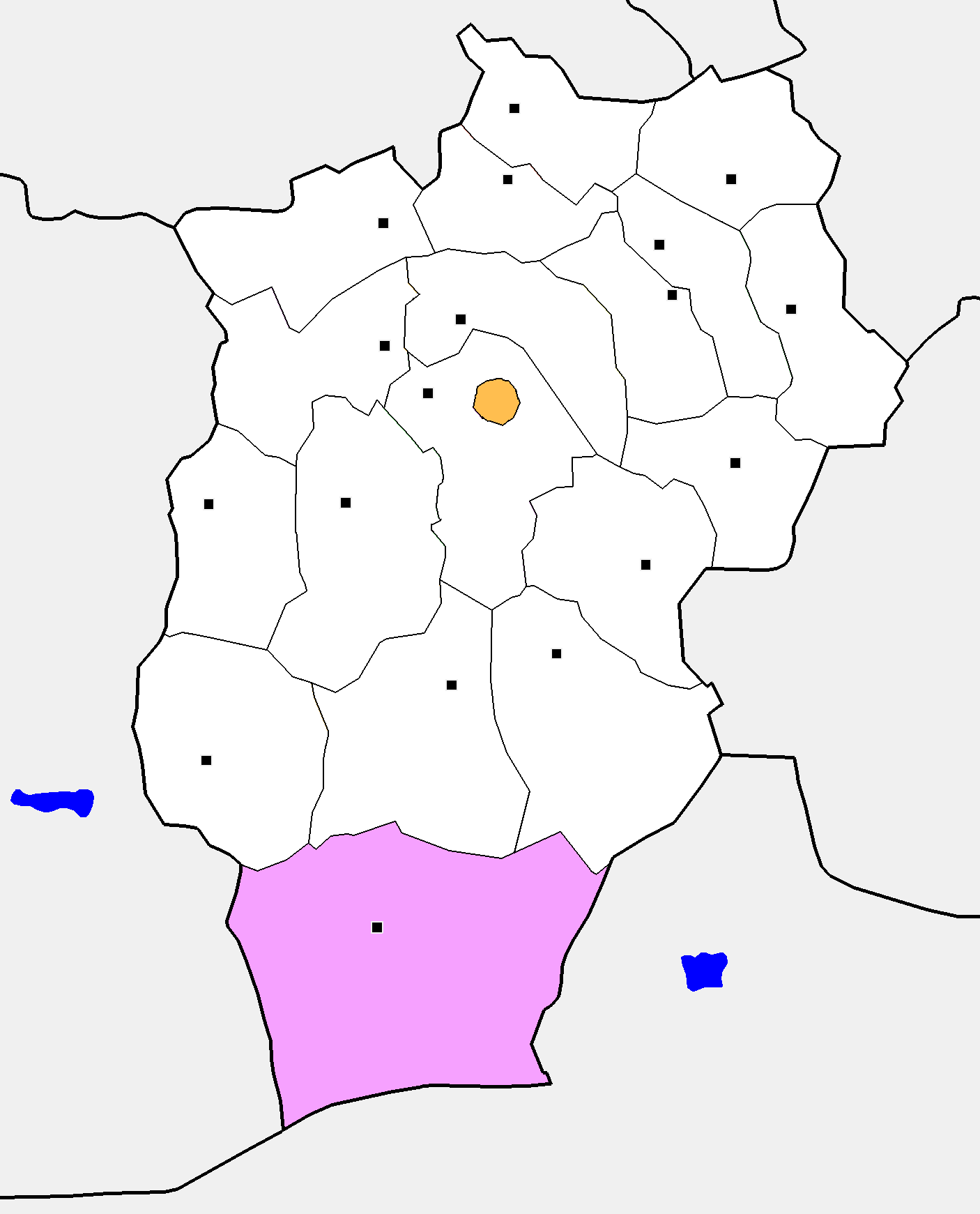
Сомон Богд Уверхангайского аймака

Богд (монг. Богд, букв. «священный») — сомон аймака Уверхангай в Монголии, с центром в поселке Ховд (Кобдо) в 204 км от столицы аймака города Арвайхээрa. Население 5,3 тысяча человек. Расположен на расстоянии 616 км от Улан-Батора.

## Описание

### Рельеф
Рельеф разнообразный, в нём горы соседствуют со пустынными степями и пустынями. Территорию сомона с северо-запада на юго-восток пересекают горные массивы, входящие в состав Гобийского Алтая: восточная половина горного массива Бага-Богдын-Нуруу (ранее по-русски именовался Малый Богдо), его самая высокая отметка 3419 м располагается на западной границе сомона и является его высокой точной как горного массива, так и всего сомона; горный массив Арц-Богдын-Нуруу (ранее по-русски именовался Арц-Богдо; максимальная высота 2477 м) целиком располагается в центральной и юго-восточной частях территории сомона.

### Климат
Климат резко континентальный. Средняя температура января −18 градусов, июля +21 градусов..

### Фауна и флора
Встречаются джейраны, снежные барсы, лисы, корсаки.

### Хозяйство и культура
Имеется школа, больница, культурный и торгово-обслуживающий центры. В сомоне есть залежи каменного угля.

#### Статистика
| Данные по:                        | 2007    | 2008      | 2009     | 2010     | 2011     |
| --------------------------------- | ------- | --------- | -------- | -------- | -------- |
| Численность постоянного населения | 5,193   | ▲5,342    | ▲5,413   | ▼5,363   | ▼5,346   |
| Число домохозяйств,               | 1,327   | ▲1,355    | ▲1,407   | ▬ 1,407  | ▬ 1,407  |
| Из них скотоводческих             | 1,119   | ▼1,058    | ▲1,088   | ▼1,047   | ▼1,031   |
| Скот (в целом)                    | 218,072 | ▲245,319  | ▲281,995 | ▼178,658 | ▲218,475 |
| - Верблюды                        | 3,804   | ▲4,080    | ▲4,618   | ▲5,070   | ▲5,473   |
| - Лошади                          | 6,286   | ▲7,083    | ▲7,881   | ▼6,234   | ▲7,197   |
| - Коровы                          | 1,720   | ▲1,883    | ▲2,155   | ▼1,785   | ▲1,986   |
| - Овцы                            | 49,669  | ▲53,672   | ▲61,921  | ▼40,521  | ▲47,002  |
| - Козы                            | 156,593 | ▲ 178,601 | ▲205,420 | ▼125,048 | ▲156,817 |